# Batalla d'Hanau
A la batalla de Hanau (30-31 d'octubre de 1813 a Hanau), el cos austro-bavarès comandat per Karl Philipp von Wrede va atacar l'exèrcit francès de Napoleó, que no obstant això va poder continuar la seva retirada.

## Context
Baviera, fins aleshores aliada de França a la Confederació del Rin, es va unir a la Sisena Coalició pel Tractat de Ried, conclòs amb Àustria el 8 d'octubre de 1813, i va declarar la guerra a França el 14 d'octubre. Després de la batalla de Leipzig (16-19 d'octubre), Napoleó es va retirar, estretament pressionat per la coalició. El 30 d'octubre, la cavalleria de Lefebvre-Desnouettes va carregar repetidament contra la cavalleria russa i aliada, fent molts presoners, prop de Bruchköbel i Nieder-Issengheim. Tanmateix, els retardats van desorganitzar cada cop més la "Grande Armée". Va ser amenaçat al seu flanc pels 43.000 bavaresos i austríacs comandats pel mariscal de camp bavarès Karl Philipp von Wrede que avançaven cap a Francònia, al nord del Danubi. Van arribar a Hanau, bloquejant la ruta de Napoleó a Frankfurt. Creient que el gruix de l'exèrcit francès es dirigia més al nord cap a Coblença, Wrede va pensar que només s'enfrontava a 20.000 homes protegint el flanc de l'exèrcit principal.

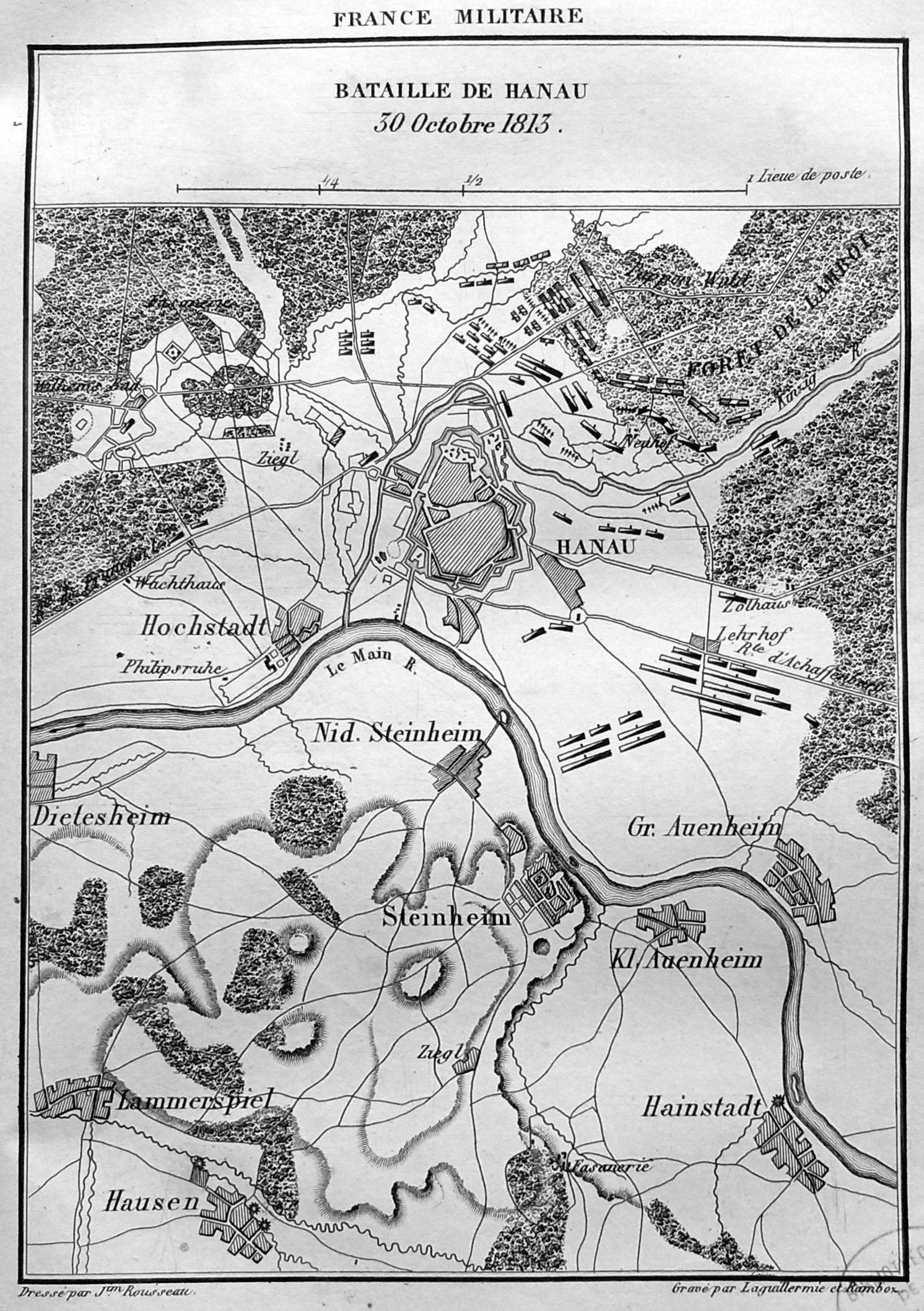
Mapa militar de França... de 1838 d'Abel Hugo.

## La batalla
El 30 d'octubre, Wrede va començar a desplegar les seves forces per enfrontar-se als francesos. Va situar el seu centre davant del Kinzig i el seu flanc dret al sud, en una posició aïllada, només connectat amb la força principal per un pont. Amb la infanteria de MacDonald i la cavalleria de Sebastiani, Napoleó només tenia 17.000 homes per oposar-s'hi.
Els boscos densos a l'est de les posicions de Wrede van permetre als francesos avançar fins que van entrar en contacte amb els aliats. Napoleó va decidir atacar l'ala esquerra amb totes les seves tropes disponibles. Cap al migdia, Perrin i MacDonald van netejar el bosc davant del centre enemic. Drouot troba un camí a través del bosc per col·locar els seus canons, a l'esquerra de Wrede. Els granaders de la Vella Guàrdia van netejar el terreny i tres hores més tard es van desplegar 50 canons.
Després d'una càrrega de la cavalleria bavaresa, enderrocat a canonades per metralla, Drouot, recolzat per la cavalleria de Sebastiani, va avançar els seus canons cap a la plana i, després d'un breu bombardeig d'artilleria, va silenciar els 28 canons de Wrede. La cavalleria francesa va atacar i va fer retrocedir la cavalleria enemiga a l'ala esquerra, abans d'atacar el centre, que va començar a retirar-se amb grans pèrdues, a la vora del Kinzig. L'ala dreta va intentar reforçar el centre, però molts homes es van ofegar intentant travessar el riu per l'únic pont.

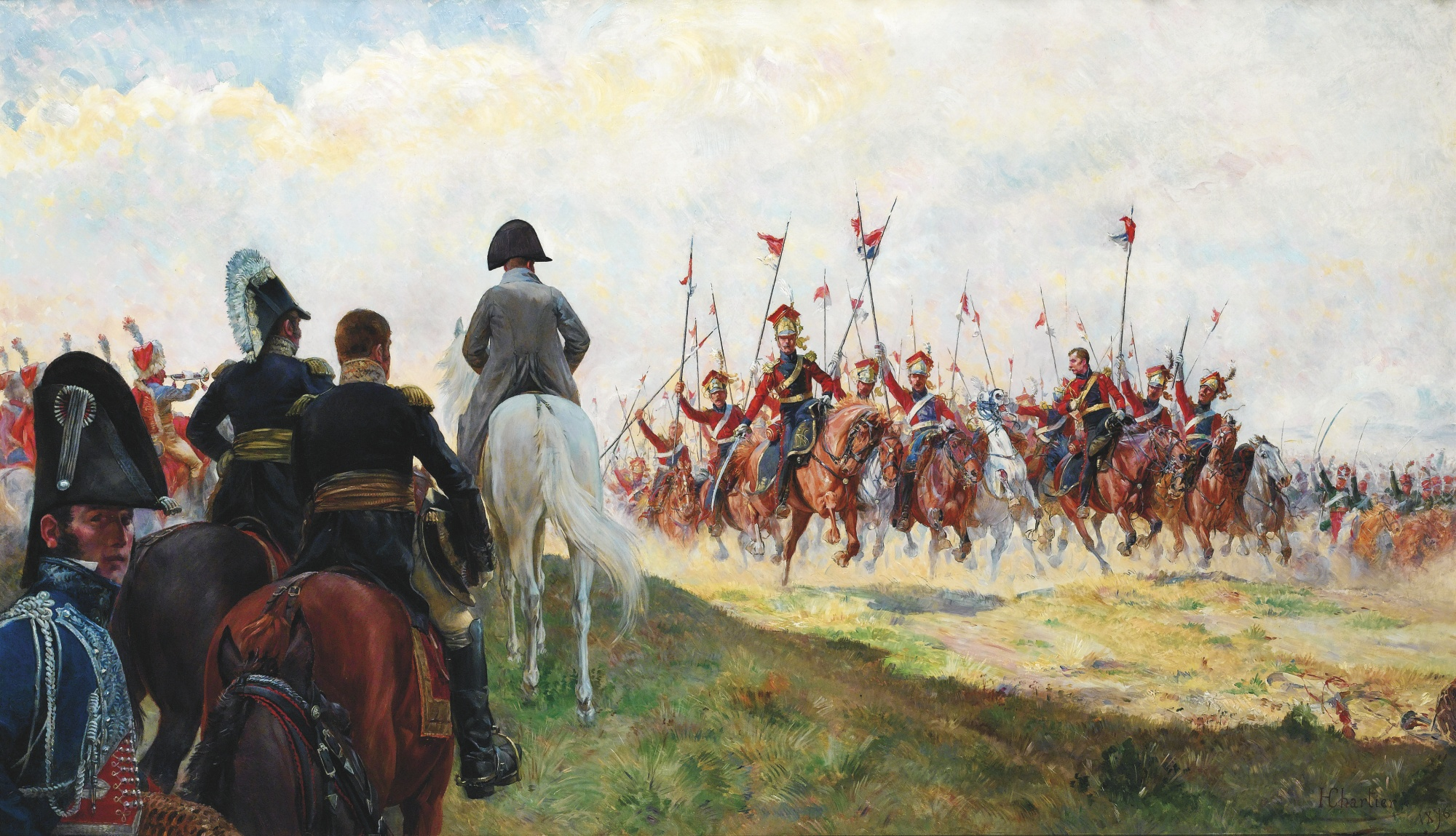
Llancers de la Guàrdia tornant de la càrrega a Hanau, per Henri-Georges Chartier.

Va ser aquesta càrrega de cavalleria la que va canviar la cara de la batalla. L'impacte de la cavalleria pesada de la Guàrdia Imperial va ser terrible, els granaders muntats de la Guàrdia Imperial sota el comandament del general Walther i els Dragons de l'Emperadriu van fer retrocedir els austro-bavaresos. El general Letort de Lorville va fer matar el seu cavall, ell estava a sota, i el cap d'esquadró Claude Testot-Ferry va rebre 22 cops de sabres i llances i finalment va ser portat a la rereguarda amb vida.
Wrede, que pensava que només tenia les molles de la Grande Armée davant seu, estava més que decebut. Tanmateix, reunint les seves tropes, va aconseguir formar una línia defensiva, des del pont de Lamboy fins a Hanau. Durant la nit, mentre l'emperador vivia al bosc entre les seves tropes, els aliats van abandonar la ciutat, que els francesos van ocupar el 31 d'octubre. Napoleó no fa cap esforç per perseguir Wrede. El camí cap a Frankfurt ja està obert, la retirada francesa continua.
El 31 d'octubre, Wrede va intentar recuperar la ciutat, que encara estava ocupada per Marmont i el general Bertrand, però va ser de nou empès i va perdre entre 1.500 i 2.000 homes més. El seu gendre, el príncep Oettingen, va ser assassinat, ell mateix va ser ferit a la part baixa de l'abdomen i va haver de lliurar el comandament al general austríac Fresnel.

## Conclusió
Wrede va perdre 9.000 homes, Napoleó va perdre molts menys. Però entre el 28 i el 31 d'octubre es van fer presoners uns 10.000 desplaçats. Els francesos van arribar a Frankfurt el 2 de novembre, aleshores només a 35 quilòmetres de la seva base posterior a Mainz.

## Memòria de Louis-Philippe
Louis-Philippe, aleshores duc d'Orleans, havia lluitat amb els exèrcits de la República Francesa a Jemappes i Valmy. Havent esdevingut rei, va voler demostrar les seves simpaties republicanes i va encarregar a Horace Vernet que pintés quatre grans quadres de batalla que mostraven les victòries franceses durant les guerres revolucionàries i napoleòniques. Aquestes pintures que celebraven la glòria militar francesa i la del rei estaven penjades al Palais-Royal. Completats en cinc anys, representen la batalla de Jemappes (1821), la batalla de Montmirail (1822), la batalla de Hanau (1824) i la batalla de Valmy (1826). Danyats pel foc durant la revolució de 1848, van ser restaurats pel mateix Vernet. Ara es conserven a la National Gallery de Londres. Una còpia del quadre del pintor Eloi-Firmin Féron es va fer per a les Galeries Històriques de Versalles el 20 d'agost de 1835.